# Orconectes mirus
Orconectes mirus är en kräftdjursart som först beskrevs av Ortmann 1931.  Orconectes mirus ingår i släktet Orconectes och familjen Cambaridae. IUCN kategoriserar arten globalt som livskraftig. Inga underarter finns listade i Catalogue of Life.